# Эпиталамион (ода)

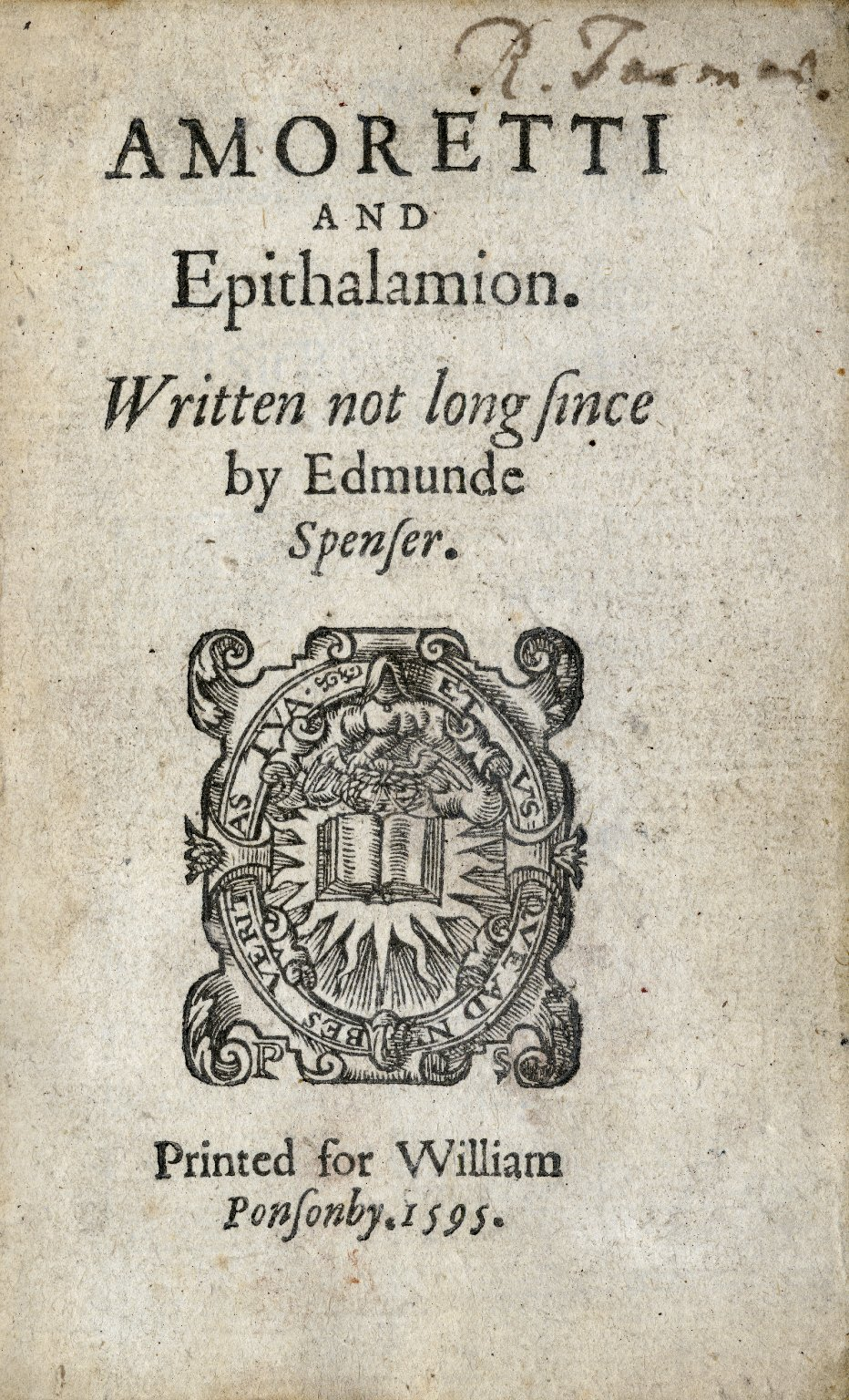
Титульный лист первого издания Amoretti and Epithalamion, напечатанного Уильямом Понсонби в 1595 году.

Эпиталамион  —  ода Эдмунда Спенсера, написанная им своей невесте, Элизабет Бойл, в день их свадьбы. Впервые была опубликована в 1595 году в Лондоне Уильямом Понсонби в книге  «Amoretti and Epithalamion» (на илл.). В книгу вошли 89 сонетов (Amoretti) и собственно «Anacreontics». Сохранилось шесть копий первого издания, в том числе один в Шекспировской библиотеке Фолджера и один в Бодлианской библиотеке.
Ода начинается с обращения к Музам просьбой помочь жениху. Далее описан день свадьбы, от часов ожидания перед рассветом, когда автор ждет, пока его невеста проснется, до поздних часов ночи после того, как Спенсер и Бойл завершили свадьбу. При этом автор выражает надежду на плодородие чрева невесты, чтобы у них могло быть много детей.
Автор тщательно записывает часы дня от рассвета до поздней брачной ночи:  24 раздела оды соответствуют часам в день летнего солнцестояния. Содержание оды переходит от энтузиазма молодости к проблемам среднего возраста, начиная с больших надежд на радостный день и заканчивая  посланием будущим поколениям.

## Исторический фон
Спенсер жил с 1552 по 1599 год. Произведения этого периода считаются литературой раннего Нового времени, которая охватывает период от Барокко до эпохи Просвещения.  В этот период в Европе работали Мигель де Сервантес, Даниэль Дефо и Джонатан Свифт.  Период пришелся на годы правления королевы Елизаветы I и считается литературной вершиной английского Возрождения. В эту эпоху были популярны такие поэтические формы, как любовные сонеты, пасторали и аллегорические эпосы.

## Содержание
Epithalamion был  написан специально для невесты, направляющейся в брачную палату. Стихотворение подробно описывает день свадьбы. Пара просыпается, и автор умоляет Муз помочь ему в его творческих начинаниях в течение дня.  Большую часть стихотворения — это восхваление невесты, которая изображается одновременно невинной и страстной.
Когда невеста наконец просыпается, будущие новобрачные направляются в церковь. В начале церемонии Спенсер переходит от восхваления греческих богов и существ к христианскому языку, чтобы восхвалять Елизавету.  В заключение, он  просит благословения на деторождение, верность и счастливую жизнь в браке.

## Оценки
Стихотворение до сих пор  вызывает споры. Джеймс Ламберт писал о том, что стихотворение связано с протестантской реформой того времени:
Epithalamion Спенсера отражает общую радость, поскольку он повествует о публичном праздновании брака. Поэтический интерес Спенсера к земной природе радости выводит за пределы выражения праздничной, общей радости и превращает его в более личную, тайную радость. Наконец, стихотворение движется к бурной радости, наделяя слушателя своего рода блаженством или даже благодатью, как и предполагалось в практике чтения псалмов. Противодействуя относительному отсутствию радости как пережитой эмоции, Epithalamion объединяет все формы радости:    духовное утешение, небесное предвкушение, праздник, супружество и, наконец, секс.
Оригинальный текст (англ.)Spenser’s Epithalamion reflects this communal joy as it narrates a public celebration of marriage, and does so in song and psalmic refrains. Spenser’s poetic interest in the earthly nature of joy takes Epithalamion beyond an expression of celebratory, communal Thjoy and into a more private, secret joy that remains ineffable. Finally, the poem moves toward affective joy, bestowing a kind of blessedness, or even grace, upon the listener, much like the practice of reciting the Psalms itself was supposed to do. Countering the relative absence of joy as a lived emotion, Spenser’s Epithalamion sets out to combine the discourses of joy—psalmic praises, hymnody, spiritual comfort, heavenly foretaste, festivity, matrimony, and finally, sex—into an all-inclusive articulation.